# Boris Levitan
Pour les articles homonymes, voir Levitan.
Boris Moïsseïovytch Levitan (en ukrainien : Борис Мойсейович Левітан) est un mathématicien soviétique puis américain né le 7 juin 1914 à Berdiansk, en Ukraine, alors dans l'Empire russe, et mort le 4 avril 2004 à Minneapolis (États-Unis). Il est connu pour ses travaux sur les fonctions presque périodiques, les opérateurs de décalage et la théorie de Sturm-Liouville, en particulier la méthode de diffusion inverse (en). Il a donné son nom à l'équation intégrale de Gelfand-Levitan-Marchenko (en) et à la fonction de Levitan presque périodique.

## Biographie
Boris Levitan est diplômé de l'université nationale de Kharkiv en 1936 et soutient sa thèse sous la direction de Naum Akhiezer en 1938, puis un doctorat en 1950,,.
En 1941, il est appelé et participe à la bataille de Stalingrad. En 1944, il est nommé instructeur à l'académie militaire Dzerjinski à Samarcande, spécialisée dans la conception des missiles où il reste jusqu'en 1961.
De 1961 à 1962, il est professeur à l'université d'État de Moscou.
En 1962, il émigre aux États-Unis où il devient pendant cinq ans professeur à l'université du Minnesota, jusqu'à l'arrêt de toute activité à cause de la maladie de Parkinson.

## Ouvrages
- (en) B. M. Levitan, Generalized Translation Operators and Some of Their Applications, IPST-Cnam, 1962 (ISBN 0706505549)
- (en) B. M. Levitan et I. S. Sargsjan, Introduction to spectral theory: self-adjoint ordinary differential operators, American Mathematical Society , 1975 (ISBN 082181589X)
- (en) B. M. Levitan et V. V. Zhikov, Almost Periodic Functions and Differential Equations, Cambridge University Press, 1983 (ISBN 0521244072)
- (en) B. M. Levitan, Dimensional Analysis, Gordon & Breach, 1987 (lire en ligne)
- (en) B. M. Levitan et I. S. Sargsjan, Sturm-Liouville and Dirac operators, Kluwer, 1991 (ISBN 9401056676)

## Distinctions
- Ordre de Lénine (1962)[2].
- Ordre de la Guerre patriotique 2e classe